# Francis Leroi
Francis Leroi (ur. 5 września 1942 w Paryżu, zm. 21 marca 2002 w Port Louis) – francuski scenarzysta, reżyser, producent i aktor filmowy, znany jako pionier kina pornograficznego lat 70. 

## Życiorys

### Wczesne lata
Urodził się i dorastał w Paryżu, gdzie uczęszczał do liceum im. Henryka IV i uczył się reżyserii, po czym nakręcił swój pierwszy film na taśmie 8 mm – adaptację Alaina-Fourniera Mój przyjaciel Meaulnes (La Grand Meaulnes). Następnie studiował filozofię i napisał pracę na temat de Sade, która nie została zaakceptowana na Sorbonie.

### Początki kariery
W 1960 uczęszczał na kursy autorów Nowej Fali. W 1962 został asystentem Claude’a Chabrola na planie dramatu Landru (Bluebeard, 1963) z Michèle Morgan i Danielle Darrieux. Był asystentem Jean-Luca Godarda na planie francusko–włoskiego filmu fabularnego science-fiction noir Alphaville (1965). Potem wyreżyserował kilka filmów krótkometrażowych. W latach 1964–1965 pisał w felietony w sekcji teatralnej w gazecie „Combat”. W 1965 w Paryżu założył teatr kawiarnię, gdzie wystawił sztukę Les Minets chéris.

### Rozwój kariery
W 1966 wyreżyserował swój pierwszy film fabularny – psychodeliczny Pop gra (Pop’ game), w którym mieszał wypowiedzi polityczne i sceny erotyczne. Następnie zrealizował blisko 40 filmów pełnometrażowych, z czego przytłaczającą większość stanowiły obrazy o tematyce erotycznej, w tym Swingerka (La michetonneuse, 1972) czy dramat Pokusy Marianne (Les tentations de Marianne, 1973). 
W 1973 z Warner Bros. wyprodukował dramat Kapłanka (La Bonzesse ou les Concessions d’une enfant du siècle), wyreżyserowany w Paryżu i na Cejlonie, ale zakazany przez rok przez cenzurę.
Za realizację horroru Diabeł na wyspie (Le Démon dans l'île, 1983) z Anny Duperey zdobył Nagrodę Suspense na Międzynarodowym Festiwalu Filmów Fantastycznych Avoriaz (1983) i na festiwalu Fantasporto (1984).
Wyreżyserował dziewięć filmów o Emmanuelle, w tym Emmanuelle IV (1984) z Sylvią Kristel, Patrickiem Bauchau i Gilbertem Grosso. Film przyniósł znaczne dochody. W 1990 w Moskwie wyreżyserował film dokumentalny Seks i pierestrojka (Sex et perestroïka), przedstawiający ewolucję obyczajów w Europie Wschodniej po upadku Muru Berlińskiego. 

### Kariera w branży porno
W 1975 rozpoczął współpracę z Alpha France. W latach 1977–1980 wyreżyserował ok. 20 filmów pornograficznych, niektóre pod pseudonimem Jim Clark, m.in.: Pussy Talk (Le sexe qui parle, 1975), Pierwszy krzyk (Erster Schrei, 1976), Gry językowe (Jeux de langue, 1977), Mam zabrać (Je suis à prendre, 1977), Pragnienia w tropikach (Desirs sous les tropiques, 1979) czy Śpiące dziewczyny w domu publicznym (Dodo petites filles au bordel, 1980).
Po długiej nieobecności powrócił do filmu porno realizując produkcję fantasy Skórzane sny (Leather Dreams, 1992) z udziałem Christopha Clarka. Film odniósł sukces na festiwalu filmów erotycznych w Cannes, gdzie zdobył branżową nagrodę Hot d’or na festiwalu w Cannes w kategoriach: najlepszy film francuski, najlepszy scenariusz oryginalny, najlepsza kampania promocyjna i najlepsza aktorka zagraniczna (Zara Whites), a także był nominowany w kategoriach: najlepszy reżyser francuski (Francis Leroi), najlepszy aktor francuski (Franck Chapuis) i najlepsza okładka. Jego sequel Skórzane sny 2 (Leather Dreams 2, 1993) z Roberto Malone otrzymał nagrodę Hot d’or w kategorii najlepsza aktorka europejska (Tabatha Cash) oraz zdobył nominację w kategoriach: najlepszy film europejski, najlepszy reżyser francuski (Francis Leroi), najlepszy scenariusz oryginalny, najlepsza aktorka europejska (N’J de Bahia), najlepszy aktor europejski (Roberto Malone), najlepsza kampania promocyjna i najlepsza okładka. Ostatnią jego realizację był film Spójrz na mnie (Regarde-moi, 2001) z Titofem.

### Śmierć
Zmarł 21 marca 2002 w Port Louis w departamencie Morbihan na nowotwór w wieku 59 lat.

## Filmografia

### Filmy
- 1967: Pop gra (Pop Game)
- 1968: Czerwona lalka (La poupée rouge)
- 1969: Kinowa dziewczyna (Ciné-girl)
- 1972: Swingerka (The Swinger/La michetonneuse)
- 1973: Pokusy Marianne (Les tentations de Marianne)
- 1976: Samotne pasjansów (Erotic Pleasures)
- 1977: Gry językowe (Jeux de langues)
- 1978: Fella
- 1978: Liż mnie wszędzie (Lèche-moi partout)
- 1978: Jestem za (I’m Yours to Take)
- 1978: Małe dziewczynki (Les petites filles)
- 1978: Ta suka Amanda (Cette salope d’Amanda)
- 1979: Alicja w satyrze (Alice chez les satyres)
- 1979: Dni i noce Ewy Blue (Les jours et les nuits d'Eva Blue)
- 1979: Gorące noce Karaibów (Nuits très chaudes aux Caraïbes)
- 1979: Pożądanie w tropikach (Désirs sous les tropiques)
- 1980: Pielęgniarka nie ma majtek (Private Nurse)
- 1980: Dom gołych pośladków (La pension des fesses nues)
- 1981: Charlotte, mokre spodnie! (Charlotte, mouille sa culotte!)
- 1981: Moja matka prostytutka (Pigalle Girl)
- 1983: Diabeł na wyspie (Le Démon dans l'île)
- 1984: Emmanuelle IV
- 1990: Seks i pierestrojka (Sex et perestroïka)
- 1992: Skórzane sny (Leather Dreams)
- 1993: Skórzane sny 2 (Leather Dreams 2)

### Filmy TV
- 1993: Emmanuelle w Wenecji (Emmanuelle in Venice)
- 1993: Magiczne perfumy Emmanuelle (Emmanuelle’s Perfume)
- 1993: Zemsta Emmanuelle (Emmanuelle’s Revenge)
- 1993: Miłość Emmanuelle (L’Amour d’Emmanuelle)
- 1993: Sekret Emmanuelle (Emmanuelle’s Secret)
- 1993: Emmanuelle na zawsze (Éternelle Emmanuelle)